# Idioceromimus rubripictus
Idioceromimus rubripictus är en insektsart som beskrevs av Dietrich och Rakitov 2002. Idioceromimus rubripictus ingår i släktet Idioceromimus och familjen dvärgstritar. Inga underarter finns listade i Catalogue of Life.